# 1,6-己二硫醇
1,6-己二硫醇是一种有机化合物，化学式为HS(CH2)6SH。它可以己二酸二乙酯为原料，经1,6-己二醇得到1,6-二溴己烷，再与硫氢化钠乙醇溶液反应制得。在TBD催化下，它可以和丁炔二酸二甲酯在三氯甲烷中迅速聚合。它在碱性环境中和过氧化氢反应，可以得到1,2-二硫杂环辛烷。它和三甲基乙炔基硅烷在三(三苯基膦)氯化铑(I)催化下反应，可以得到1,6-二(三甲基硅基乙烯硫基)己烷。